# Ivan Milat
Ivan Robert Marko Milat, född 27 december 1944, död 27 oktober 2019 i Sydney, Australien, var en australisk seriemördare. Milat dömdes för att 1989–1992 ha mördat sju unga turister i åldern 19-22 år.
Milat föddes som femte barnet av fjorton i en fattig familj, modern var australier och fadern kroat. Sju av de tio bröderna kom att fällas för brott och under 1960-talet dömdes Milat till flera fängelsestraff för inbrott och stöld. När Milat var 30 år gammal gifte han sig med en 17-åring som han misshandlade tills de skildes. Ett halvår senare begick han sitt första mord.

## Morden
De tidigaste mord som Milat dömdes för begicks vid årsskiftet 1989-1990. 30 december 1989 reste Deborah Everist och James Gibson, som kom från Melbourne från Sydney mot Albury, där de skulle delta i en alternativfestival. De kom dock aldrig fram, och i likhet med Milats övriga mordoffer var de inledningsvis saknade.
Tre av Milats mordoffer var tyska turister. Simone Schmidl, 21 år, lämnade Sydney 20 januari 1991 för att resa till Melbourne, där hon skulle träffa sin mor fyra dagar senare. Gabor Neugebauer, 21 år, och Anja Habschied, 20 år, lämnade Sydney 26 december 1991 för att ta sig till Darwin innan de skulle återvända till München en månad senare.
De brittiska turisterna Caroline Clarke, 21 år från Surrey, och Joanne Walters, 22 år från Maesteg i Wales hade träffats på ett backpackerboende i Sydney och delat ett rum där. De hade liftat runt i Australien flera gånger. I april 1992 lämnade de åter Sydney och skulle endera resa söderut mot Victoria eller västerut mot Perth. När deras föräldrar inte hade hört av dem på flera veckor tog de kontakt med polisen i Storbritannien och Australien, och kontaktade också flera medier. Journalister började snart sätta deras försvinnande i sammanhang med flera andra fall av försvinnanden. Ett australiskt TV-program i april 1992 hade visat hur Neugebauers föräldrar sökte efter sin son.
I september 1992 gav sig Ken Seily och Keith Caldwell ut på en joggingtur i Belangaloskogen. Under joggingturen hittade de två kroppar tio meter från varandra, vilka visade sig vara Clarke och Walters. Kropparna hade kraftiga skador som visade att de mördats.
I oktober 1993 påträffades en skalle av Bruce Pryor när han samlade brasved. När han anmält detta till polisen hittades fler ben från James Gibsons och Deborah Everists kroppar. En månad senare, 1 november 1993, hittade polissekreteraren Jeff Trichter en skalle i skogen som senare identifierades som Simone Schmidl. Två dagar senare hittades kvarlevorna av Habschied och Neugebauer. Även samtliga dessa kroppar visade upp kraftiga skador.
I sökandet efter mördaren kom ett vittnesmål från britten Paul Onions att spela en avgörande roll. I januari 1990 hade Onions fått lift till Canberra med Milat som dock hade uppgett sig heta Bill. Under resans gång hade Onions fått frågor som han tyckte var oroande, bland annat om någon väntade på honom i Canberra. När bilen närmade sig Belangloskogen stannade Milat bilen för att ur bakluckan ta fram några kassettband att spela, men tog istället fram ett vapen och ett rep och förklarade att han skulle råna Onions. Denne lyckades dock undkomma, trots ett avfyrat skott, genom att stanna en annan bil. Onions hade direkt efter polisanmält händelsen men fått beskedet att polisen troligen inte skulle kunna hitta den skyldige.
Efter att rånförsöket mot Onion 1994 satts i sammanhang med morden lyckades polisen identifiera Milat som misstänkt och genomförde en husrannsakan i hans hus i sydvästra Sydney. Där påträffades tillhörigheter från mordoffren, och ytterligare tillhörigheter påträffades hos hans släktingar. 1994 greps Milat. Han dömdes 1996 till livstids fängelse efter en rättegång som pågick i 18 veckor. Han tillbringade huvuddelen av sin fängelsetid vid Goulburn Supermax och dog 2019 av cancer utan att ha erkänt eller avslöjat några detaljer kring morden.
Det förekom farhågor att han kan ha haft flera offer och att hans släktingar kan ha medverkat i morden. Bland annat förekom Milat som misstänkt för mordet på tre kvinnor i Newcastle norr om Sydney 1978–1979. En av hans släktingar, Matthew Milat, dömdes 2012 till 30 års fängelse för att ha yxmördat en bekant i samma skog som Ivan Milats begick sina mord, och han hade skrutit om det.

## Populärkultur
Händelserna i den australiensiska skräckfilmen Wolf Creek (2005) är löst baserade på Milats brott.